# J. Anderson Thomson
J. Anderson Thomson, Jr. (27 gennaio 1948), è uno psichiatra e scrittore statunitense.

## Biografia
È un amministratore della Fondazione Richard Dawkins per la ragione e la scienza e lavora come psichiatra nel dipartimento di Counseling and Psychological Services presso lo Student Health Center e l'Institute for Law, Psychiatry and Public Policy dell'Università della Virginia. Thomson ha anche uno studio privato ed è psichiatra forense della Region Ten Community Services. Ha conseguito il B.A. alla Duke University nel 1970 e la laurea in medicina presso l'Università della Virginia nel 1974, dove ha svolto il tirocinio in psichiatria dal 1974 al 1977.
Thomson ha pubblicato articoli su molti argomenti come il razzismo, il disturbo narcisistico della personalità, la psichiatria forense, la depressione e il DPTS. È conosciuto per i suoi lavori di psicologia evoluzionista, e le ricerche sulle basi cognitive ed evolutive della credenza religiosa, oggetto del suo libro più recente intitolato Perché crediamo in Dio (o meglio, negli dèi). Thomson è intervenuto in molti convegni sull'ateismo, fra cui l'American Atheists del 2009 e l'Atheist Alliance International del 2009, nei quali ha esposto le sue teorie sulle origini cognitive della credenza religiosa. In un'intervista rilasciata all'Austin American-Statesman Thomson ha dichiarato: “Fra la scienza e la religione il contrasto è enorme e inconciliabile. La religione è stata la cosmologia, la biologia e l'antropologia degli inizi dell'umanità. Spiegava l'origine del mondo, la vita e gli esseri umani. Oggi la scienza ci dà spiegazioni sempre più complete di queste tre grandi questioni”.

## Opere
- Russ Federman e J. Anderson Thomson, Facing Bipolar: The Young Adult's Guide to Dealing with Bipolar Disorder, Oakland, CA, New Harbinger Publications, 2010, ISBN 978-1-57224-642-3.
- J. Anderson Thomson e Clare Aukofer, Perché crediamo in Dio (o meglio, negli dèi), Roma, Nessun Dogma, 2015, ISBN 978-88-98602-21-6.